# 로버트 다윈

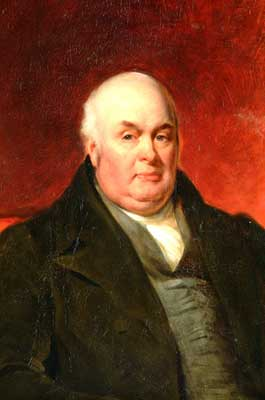
로버트 워링 다윈

로버트 워링 다윈(Robert Waring Darwin, FRS, 1766년 5월 30일~1848년 11월 13일)은 영국의 의사이다. 에라스무스 다윈의 아들이자 찰스 다윈의 아버지로서 널리 알려져 있다.

## 생애
다윈은 1766년 5월 30일 리치필드에서 이래즈머스 다윈과 그의 첫 번째 아내인 매리 하워드 사이에서 태어났다. 그의 이름은 그의 삼촌인 엘스턴의 로버트 워링 다윈의 이름을 따서 지어졌다. 매리 하워드는 1770년 사망하였고 다윈의 아버지가 정부 사이에서 2명의 딸을 낳음에 따라 다윈은 가정교사 매리 파커에 의해서 돌봐졌다. 다윈은 레이던 대학교에서 의학을 공부하였고 그가 20세였던 1786년, 에든버러 대학교에서 의학 박사 학위를 받았다.
에든버러에서 그는 존 워커와 같은 여러 유명한 학자들의 가르침을 받았다. 이는 이후 그가 그의 아들인 찰스 다윈을 에든버러에서 공부하도록 한 것의 원인이 되었다. 그는 아들 찰스가 의사가 되기를 희망했지만 찰스는 학자가 된다. 1788년 2월 21일 다윈은 왕립 학회의 회원이 되었다. 1796년 4월 18일 다윈은 조지아 웨지우드의 딸인 수잔나 웨지우드와 결혼하여 6명의 자식을 가졌는데, 이 중 한 명이 이후에 유명한 생물학자가 된 찰스 다윈이다.

## 가족
- 아버지 이래즈머스 다윈
- 어머니 매리 하워드
- 처 수잔나 웨지우드, 조지아 웨지우드의 딸
  - 큰아들 이래즈머스 다윈
  - 둘째 아들 찰스 다윈
- 삼촌 엘스턴의 로버트 워링 다윈
  - 조카 프랜시스 골턴

## 같이 보기
- 이래즈머스 다윈
- 찰스 다윈
- 라마르크
- 프랜시스 골튼